# Cerodontha heringiella
Cerodontha heringiella är en tvåvingeart som beskrevs av Spencer 1961. Cerodontha heringiella ingår i släktet Cerodontha och familjen minerarflugor. Inga underarter finns listade i Catalogue of Life.